# Llista de monuments del Vinalopó Mitjà
Llista de monuments del Vinalopó Mitjà inscrits en l'Inventari General del Patrimoni Cultural Valencià per la comarca del Vinalopó Mitjà.
S'inclouen els monuments declarats com a Béns d'Interés Cultural (BIC), classificats com a béns immobles sota la categoria de monuments (realitzacions arquitectòniques o d'enginyeria, i obres d'escultura colossal), i els monuments declarats com a Béns immobles de rellevància local (BRL). Estan inscrits en l'Inventari General del Patrimoni Cultural Valencià, en les seccions 1a i 2a respectivament.

## L'Alguenya
| Monument                          | Prot.? | Estil/època | Localització            | Coordenades                                          | Codi?         | Imatge |
| --------------------------------- | ------ | ----------- | ----------------------- | ---------------------------------------------------- | ------------- | --- |
| Església parroquial de Sant Josep | BRL    |             | L'Alguenya Pl. Església | 38° 20′ 17″ N, 1° 00′ 11″ O / 38.337981°N,1.003139°O | 03.29.013-001 | Església parroquial de Sant Josep (l'Alguenya) · Vegeu més fotos d'aquest monument · Carregueu una nova foto d'aquest monument |

## Asp
| Monument                              | Prot.? | Estil/època                                | Localització                | Coordenades                                          | Codi?         | Imatge |
| ------------------------------------- | ------ | ------------------------------------------ | --------------------------- | ---------------------------------------------------- | ------------- | --- |
| Castell del Riu                       | BIC    | Islàmic S.XII                              | Asp Turó proper al Vinalopó | 38° 21′ 11″ N, 0° 43′ 58″ O / 38.353131°N,0.732906°O | RI-51-0010625 | Castell del Riu (Asp) · Vegeu més fotos d'aquest monument · Carregueu una nova foto d'aquest monument                       |
| Castell d'Aljau                       | BIC    | Arquitectura medieval S.XIV-XV             | Asp Junt al riu Tarafa      | 38° 20′ 54″ N, 0° 46′ 11″ O / 38.348221°N,0.769687°O | 03.29.019-008 | Castell d'Aljau (Asp) · Vegeu més fotos d'aquest monument · Carregueu una nova foto d'aquest monument                       |
| Basílica de la Mare de Déu del Socors | BRL    | Barroc S.XVII (1642-1650); S.XVIII portada | Asp Pl. Major, 6            | 38° 20′ 46″ N, 0° 46′ 06″ O / 38.34603°N,0.76824°O   | 03.29.019-004 | Basílica de la Mare de Déu del Socors (Asp) · Vegeu més fotos d'aquest monument · Carregueu una nova foto d'aquest monument |
| Ermita de la Concepció                | BRL    |                                            | Asp C. Concepción, 41       | 38° 20′ 39″ N, 0° 46′ 08″ O / 38.344204°N,0.768969°O | 03.29.019-009 | Ermita de la Concepció (Asp) · Modifica el valor a Wikidata · Carregueu una nova foto d'aquest monument                     |

## Elda
| Monument       | Prot.? | Estil/època         | Localització           | Coordenades                                          | Codi?         | Imatge                                                                                         |
| -------------- | ------ | ------------------- | ---------------------- | ---------------------------------------------------- | ------------- | ---------------------------------------------------------------------------------------------- |
| Castell        | BIC    | S.XII; S.XIV; S.XVI | Elda Nucli urbà        | 38° 28′ 51″ N, 0° 47′ 50″ O / 38.480703°N,0.797164°O | RI-51-0010573 | Castell (Elda) · Vegeu més fotos d'aquest monument · Carregueu una nova foto d'aquest monument |
| Torreta d'Elda | BIC    |                     | Elda Turó a 550 metres | 38° 29′ 49″ N, 0° 48′ 19″ O / 38.496945°N,0.805403°O | RI-51-0011526 | Torreta d'Elda · Vegeu més fotos d'aquest monument · Carregueu una nova foto d'aquest monument |
| Escut d'Elda   | BIC    |                     | Elda                   | 38° 28′ 49″ N, 0° 47′ 30″ O / 38.480353°N,0.791639°O | 03.93.066-053 | Carregueu una nova foto d'aquest monument                                                      |

## El Fondó de les Neus
| Monument                                          | Prot.? | Estil/època    | Localització                     | Coordenades                                          | Codi?         | Imatge |
| ------------------------------------------------- | ------ | -------------- | -------------------------------- | ---------------------------------------------------- | ------------- | --- |
| Església parroquial de la Mare de Déu de les Neus | BRL    | S.XVIII (1747) | El Fondó de les Neus C. Església | 38° 18′ 29″ N, 0° 51′ 13″ O / 38.308180°N,0.853600°O | 03.29.077-002 | Església parroquial de la Mare de Déu de les Neus (el Fondó de les Neus) · Vegeu més fotos d'aquest monument · Carregueu una nova foto d'aquest monument |
| Nucli històric tradicional                        | BRL    |                | El Fondó de les Neus             | 38° 18′ 30″ N, 0° 51′ 08″ O / 38.3083°N,0.8522°O     | 03.29.077-003 | Nucli històric tradicional (el Fondó de les Neus) · Carregueu una nova foto d'aquest monument                                                            |

## El Fondó dels Frares
| Monument                                          | Prot.? | Estil/època | Localització                              | Coordenades                                          | Codi?         | Imatge                                    |
| ------------------------------------------------- | ------ | ----------- | ----------------------------------------- | ---------------------------------------------------- | ------------- | ----------------------------------------- |
| Església parroquial de la Mare de Déu de la Salut | BRL    |             | El Fondó dels Frares cr. Joan Carles I, 2 | 38° 16′ 25″ N, 0° 55′ 38″ O / 38.273562°N,0.927101°O | 03.29.078-001 | Carregueu una nova foto d'aquest monument |

## Monòver
| Monument                                        | Prot.? | Estil/època                    | Localització                        | Coordenades                                          | Codi?         | Imatge |
| ----------------------------------------------- | ------ | ------------------------------ | ----------------------------------- | ---------------------------------------------------- | ------------- | --- |
| Castellet de Xinorla, o Torre de Xinosa         | BIC    | Islàmic                        | Monòver Camí de la Buitreta         | 38° 26′ 19″ N, 0° 50′ 13″ O / 38.438703°N,0.836935°O | RI-51-0011041 | Castellet de Xinorla (Monòver) · Vegeu més fotos d'aquest monument · Carregueu una nova foto d'aquest monument                      |
| Ermita de Santa Bàrbara                         | BIC    | Barroc S.XVIII (1735)          | Monòver C. Santa Bàrbara            | 38° 26′ 21″ N, 0° 50′ 21″ O / 38.439301°N,0.839146°O | RI-51-0012175 | Ermita de Santa Bàrbara (Monòver) · Vegeu més fotos d'aquest monument · Carregueu una nova foto d'aquest monument                   |
| Castell de Monòver                              | BIC    | S.XVIII                        | Monòver Turó al nord-oest del poble | 38° 26′ 24″ N, 0° 50′ 15″ O / 38.440124°N,0.83755°O  | 03.29.089-011 | Castell de Monòver · Vegeu més fotos d'aquest monument · Carregueu una nova foto d'aquest monument                                  |
| Església parroquial de Sant Joan Baptista       | BRL    | Barroc, neoclassicisme S.XVIII | Monòver C. Major, 140               | 38° 26′ 13″ N, 0° 50′ 16″ O / 38.437051°N,0.837713°O | 03.29.089-003 | Església parroquial de Sant Joan Baptista (Monòver) · Vegeu més fotos d'aquest monument · Carregueu una nova foto d'aquest monument |
| Església parroquial de la Mare de Déu del Remei | BRL    |                                | Monòver                             | 38° 24′ 20″ N, 0° 57′ 12″ O / 38.40551°N,0.95346°O   | 03.29.089-014 | Carregueu una nova foto d'aquest monument                                                                                           |

## Montfort
| Monument                                                             | Prot.? | Estil/època                                            | Localització                           | Coordenades                                          | Codi?         | Imatge |
| -------------------------------------------------------------------- | ------ | ------------------------------------------------------ | -------------------------------------- | ---------------------------------------------------- | ------------- | --- |
| Castell (integrat a l'església)                                      | BIC    |                                                        | Montfort Pl. Espanya                   | 38° 22′ 46″ N, 0° 43′ 46″ O / 38.379535°N,0.729374°O | 03.29.088-001 | Carregueu una nova foto d'aquest monument |
| Escut de la casa al carrer Carlos de la Cruz Pujalte                 | BIC    | S. XII al XV                                           | Montfort C. Carlos de la Cruz Pujalte  |                                                      | 03.29.088-008 | Carregueu una nova foto d'aquest monument |
| Església parroquial de la Mare de Déu de les Neus                    | BRL    | Romànic i Gòtic S.XVIII (1710), (1771-1772) presbiteri | Montfort Pl. Espanya                   | 38° 22′ 45″ N, 0° 43′ 47″ O / 38.379223°N,0.729741°O | 03.29.088-003 | Església parroquial de la Mare de Déu de les Neus (Montfort) · Vegeu més fotos d'aquest monument · Carregueu una nova foto d'aquest monument |
| Convent de la Mare de Déu d'Orito o de Sant Pasqual Bailón           | BRL    | S.XVI (1607); S.XVIII ampliació                        | Montfort Pl. de la Mare de Déu d'Orito | 38° 22′ 39″ N, 0° 41′ 17″ O / 38.37761°N,0.68799°O   | 03.29.088-004 | Carregueu una nova foto d'aquest monument |
| Cova de Sant Pasqual, ermita i entorn amb búnquer de la guerra civil | BRL    |                                                        | Montfort                               | 38° 22′ 37″ N, 0° 39′ 58″ O / 38.376878°N,0.666233°O | 03.29.088-005 | Cova de Sant Pasqual (Montfort) · Vegeu més fotos d'aquest monument · Carregueu una nova foto d'aquest monument                              |
| Ermita de Sant Roc                                                   | BRL    |                                                        | Montfort                               | 38° 22′ 50″ N, 0° 54′ 04″ O / 38.38055°N,0.90113°O   | 03.29.088-006 | Carregueu una nova foto d'aquest monument |
| Torre mestra, molí i balsa                                           | BRL    |                                                        | Montfort                               |                                                      | 03.29.088-007 | Carregueu una nova foto d'aquest monument |
| Nucli històric tradicional de Montfort                               | BRL    |                                                        | Montfort                               |                                                      | 03.29.088-009 | Carregueu una nova foto d'aquest monument |
| Nucli històric tradicional d'Orito                                   | BRL    |                                                        | Montfort                               |                                                      | 03.29.088-010 | Carregueu una nova foto d'aquest monument |
| Xemeneia de la Noria                                                 | BRL    |                                                        | Montfort                               |                                                      | 03.29.088-011 | Carregueu una nova foto d'aquest monument |
| Ermita La Aparecida                                                  | BRL    |                                                        | Montfort Orito                         | 38° 22′ 36″ N, 0° 41′ 41″ O / 38.376615°N,0.694712°O | 03.29.088-012 | Ermita La Aparecida (Montfort) · Vegeu més fotos d'aquest monument · Carregueu una nova foto d'aquest monument                               |

## Novelda
| Monument                                                 | Prot.? | Estil/època                                            | Localització                      | Coordenades                                          | Codi?         | Imatge |
| -------------------------------------------------------- | ------ | ------------------------------------------------------ | --------------------------------- | ---------------------------------------------------- | ------------- | --- |
| Castell de la Mola                                       | BIC    | S.XIV-XV                                               | Novelda Mont de la Mola           | 38° 24′ 31″ N, 0° 47′ 35″ O / 38.408611°N,0.792917°O | RI-51-0000370 | Castell de la Mola (Novelda) · Vegeu més fotos d'aquest monument · Carregueu una nova foto d'aquest monument                |
| Ermita de Sant Felip Neri                                | BRL    |                                                        | Novelda                           | 38° 23′ 10″ N, 0° 45′ 58″ O / 38.38611°N,0.76614°O   | 03.29.093-016 | Carregueu una nova foto d'aquest monument                                                                                   |
| Església arxiprestal de Sant Pere, o església parroquial | BRL    | S.XVII; S.XVIII (1740) portada; (1742) capella Comunió | Novelda C. Jorge Juan, 5          | 38° 23′ 10″ N, 0° 45′ 54″ O / 38.386°N,0.765°O       | 03.29.093-003 | Església arxiprestal de Sant Pere (Novelda) · Vegeu més fotos d'aquest monument · Carregueu una nova foto d'aquest monument |
| Església parroquial de Maria Auxiliadora                 | BRL    |                                                        | Novelda                           | 38° 22′ 41″ N, 0° 46′ 20″ O / 38.37813°N,0.77224°O   | 03.29.093-013 | Carregueu una nova foto d'aquest monument                                                                                   |
| Església parroquial de Sant Roc                          | BRL    |                                                        | Novelda Pl. Santa María Jornet, 3 | 38° 23′ 02″ N, 0° 46′ 15″ O / 38.38380°N,0.77078°O   | 03.29.093-012 | Carregueu una nova foto d'aquest monument                                                                                   |
| Santuari de Maria Magdalena de Novelda                   | BRL    | Modernista S.XX                                        | Novelda Turó de la Mola           | 38° 24′ 30″ N, 0° 47′ 34″ O / 38.408423°N,0.792668°O | 03.29.093-007 | Santuari de Maria Magdalena (Novelda) · Vegeu més fotos d'aquest monument · Carregueu una nova foto d'aquest monument       |

## Petrer
| Monument                             | Prot.? | Estil/època                        | Localització                     | Coordenades                                          | Codi?         | Imatge |
| ------------------------------------ | ------ | ---------------------------------- | -------------------------------- | ---------------------------------------------------- | ------------- | --- |
| Aqüeducte de Sant Rafel              | BIC    | Gòtic S.XII-XIII, XV               | Petrer Rambla de Puça            | 38° 29′ 17″ N, 0° 47′ 17″ O / 38.487961°N,0.787931°O | RI-51-0004536 | Aqüeducte de Sant Rafel (Petrer) · Vegeu més fotos d'aquest monument · Carregueu una nova foto d'aquest monument |
| Castell                              | BIC    | Islàmic - medieval                 | Petrer N-330 a Alacant           | 38° 29′ 02″ N, 0° 46′ 04″ O / 38.483889°N,0.767778°O | RI-51-0004811 | Castell (Petrer) · Vegeu més fotos d'aquest monument · Carregueu una nova foto d'aquest monument                 |
| Ermita de Sant Bonifaci              | BRL    | S.XVII-S.XVIII                     | Petrer C. Sant Bonifaci, 21      | 38° 28′ 52″ N, 0° 46′ 17″ O / 38.481126°N,0.771322°O | 03.29.104-006 | Carregueu una nova foto d'aquest monument                                                                        |
| Ermita del Sant Crist del Calvari    | BRL    | S.XVII-XVIII                       | Petrer Travessia Santíssim Crist | 38° 28′ 53″ N, 0° 46′ 15″ O / 38.481316°N,0.770838°O | 03.29.104-002 | Ermita del Sant Crist del Calvari (Petrer) · Carregueu una nova foto d'aquest monument                           |
| Església parroquial de Sant Bartomeu | BRL    | Barroc, neoclassicisme S.XVIII-XIX | Petrer Pl. Baix                  | 38° 29′ 06″ N, 0° 46′ 11″ O / 38.484968°N,0.769673°O | 03.29.104-004 | Carregueu una nova foto d'aquest monument                                                                        |

## El Pinós
| Monument                         | Prot.? | Estil/època                                | Localització             | Coordenades                                          | Codi?         | Imatge |
| -------------------------------- | ------ | ------------------------------------------ | ------------------------ | ---------------------------------------------------- | ------------- | --- |
| Església parroquial de Sant Pere | BRL    | S.XVIII; S.XIX (1888-1889) capella Comunió | El Pinós C. Canalejas, 2 | 38° 24′ 13″ N, 1° 02′ 31″ O / 38.403552°N,1.042022°O | 03.29.105-003 | Església parroquial de Sant Pere (el Pinós) · Vegeu més fotos d'aquest monument · Carregueu una nova foto d'aquest monument |

## La Romana
| Monument                             | Prot.? | Estil/època | Localització                                                 | Coordenades                                        | Codi?         | Imatge                                    |
| ------------------------------------ | ------ | ----------- | ------------------------------------------------------------ | -------------------------------------------------- | ------------- | ----------------------------------------- |
| Conjunt residencial Luis Calpena     | BRL    |             | La Romana (Vinalopó Mitjà) C. Luis Calpena - c. José Antonio | 38° 22′ 03″ N, 0° 53′ 49″ O / 38.36759°N,0.89708°O | 03.29.114-007 | Carregueu una nova foto d'aquest monument |
| Ermita de Sant Antoni                | BRL    |             | La Romana (Vinalopó Mitjà)                                   | 38° 35′ 08″ N, 0° 54′ 07″ O / 38.58552°N,0.90208°O | 03.29.114-003 | Carregueu una nova foto d'aquest monument |
| Ermita de Sant Isidre                | BRL    |             | La Romana (Vinalopó Mitjà)                                   | 38° 22′ 03″ N, 0° 54′ 04″ O / 38.36753°N,0.90113°O | 03.29.114-002 | Carregueu una nova foto d'aquest monument |
| Ermita Sagrats Cors de Jesús i Maria | BRL    |             | La Romana (Vinalopó Mitjà)                                   | 38° 20′ 35″ N, 0° 57′ 01″ O / 38.34314°N,0.95025°O | 03.29.114-004 | Carregueu una nova foto d'aquest monument |
| Església parroquial de Sant Pere     | BRL    |             | La Romana (Vinalopó Mitjà) Pl. de Novelda, 1                 | 38° 22′ 02″ N, 0° 53′ 47″ O / 38.36728°N,0.89647°O | 03.29.114-001 | Carregueu una nova foto d'aquest monument |